# Anchylodiscus gadopsis
Anchylodiscus gadopsis is een platworm (Platyhelminthes). De worm is tweeslachtig en kan zowel mannelijke als vrouwelijke geslachtscellen produceren. De soort leeft in en nabij het zoete water.
Het geslacht Anchylodiscus, waarin de platworm wordt geplaatst, wordt tot de familie Ancylodiscoididae gerekend. De wetenschappelijke naam van de soort werd voor het eerst geldig gepubliceerd in 1928 door Hughes.